# Glikeria Bogdanova-Tchesnokova
Glikeria Vassilievna Bogdanova-Tchesnokova (en russe : Гликерия Васильевна Богданова-Чеснокова), née le 26 mai 1904 à Saint-Pétersbourg dans l'Empire russe et morte le 17 avril 1983 à Léningrad (Union soviétique), est une actrice soviétique.

## Biographie
ELle est diplômée à 20 ans de l'école de théâtre du théâtre Alexandra de Saint-Pétersbourg. En 1924 et 1926, elle est actrice de la troupe du théâtre libre de Léningrad et en 1927 du théâtre de Petrozavodsk, puis en 1928-1929 auprès du Goubprofsoviet de Léningrad. En 1929-1930, elle joue pour le Posredrabis et en 1931-1933, au Lengosestrada. Puis en 1934-1937, elle joue au music-hall de Léningrad. Ensuite elle joue au théâtre de l'Estrade sous la direction d'Arkadi Raïkine. Pendant la Grande Guerre patriotique, Glikeria Bogdanova-Tchesnokova joue pour les soldats dans un ensemble d'opérette du front et assure près de trois mille représentations.
Elle est engagée en 1946 dans la troupe du théâtre de comédie musicale de Léningrad.
Elle débute au cinéma en 1931. Son premier rôle marquant est celui de Carolina dans l'opérette filmée Mister X et le plus populaire est celui de Maria Mikhaïlovna dans la comédie La Dompteuse de tigres («Укротительница тигров»). Elle est applaudie dans Amalia de La Chauve-Souris de Yan Frid d'après Johann Strauss. Elle joue aussi dans Les Douze Chaises en 1966 et 1971. Elle joue aussi deux fois la magicienne Canimoura du Royaume miteux («Захудалое королевство») en 1967 et en 1978.
Elle meurt en 1983 à Léningrad et est enterrée au cimetière Serafimovski (23e division). Elle était mariée avec l'acteur Semion Tchesnokov mort à 44 ans en 1945.

## Filmographie
- 1931 : Le Chemin de la vie de Nikolai Ekk
- 1954 : La Dompteuse de tigres de Nadejda Kocheverova
- 1958 : Mister Iks de Youli Khmelnitski
- 1959 : Le Manteau de Alexeï Batalov
- 1963 : Caïn XVIII de Nadejda Kocheverova
- 1963 : L'actrice serf (Крепостная актриса) de Roman Tikhomirov
- 1964 : Zaïtchik de Leonid Bykov
- 1968 : Frapper! Frapper encore! (Удар! Ещё удар!) de Viktor Sadovski (ru) : grand-mère de Tolia
- 1971 : Les Douze Chaises de Leonid Gaïdaï
- 1974 : Le Tsarévitch Procha de Nadejda Kocheverova
- 1975 : Finiste - Vaillant faucon de Guennadi Vassiliev
- 1976 : L'Oiseau bleu de George Cukor
- 1979 : La Chauve-Souris de Yan Frid d'après Johann Strauss : Amalia